# Повне затемнення (фільм)
Повне затемнення (англ. Full Eclipse) — американський телевізійний фільм жахів 1993 року.

## Сюжет
Щоб очистити вулиці від бандитів, в поліції створюється спецзагін бійців-перевертнів. Після їх операцій жоден із злочинців не залишається в живих. Поліцейський Макс Даєр намагається зупинити кровожерливий загін. У ніч місячного затемнення відбувається вирішальна сутичка.

## У ролях
- Маріо Ван Піблс — Макс Даєр
- Петсі Кенсіт — Кейсі Спенсер
- Брюс Пейн — Адам Гару
- Ентоні Джон Денісон — Джим Шелдон
- Джейсон Бех — Дуг Крейн
- Паула Маршалл — Ліза
- Джон Вереа — Рамон Перес
- Дін Норріс — Флемінг
- Віллі Карпентер — Рон Едмундс
- Вікторія Роуелл — Анна Даєр
- Скотт Паулін — Тіг
- Мел Вінклер — Страттон
- Джозеф Калп — детектив Том Девіс
- Джої ДеПінто — Сільвано
- Джон Апіселла — менеджер клубу
- Брент Болтхаус — доктор Боббі Роуз
- Келлі Бреннан — дівчинка
- Ерік Фідлер — лялькар
- Девід Гейл — божевільний
- Рубен Гарфіас — священик
- Вінсент Хеммонд — перевертень
- Говард Хіммельштейн — сержант
- Гай Дж. Лоутен — поліцейський
- Лоуренс Морторфф — сержант в клубі
- Пірс Плауден — хлопець
- Фред Понзлов — хімік
- Робін Пірсон Роуз — терапевт
- Дженніфер Рубін — Хелен
- Джефф Расселл — клерк
- Ахмад Стоунер — малюк
- Нік Бретт — байкер
- Роберт Хеммонд — Джим